# Blutzeuge

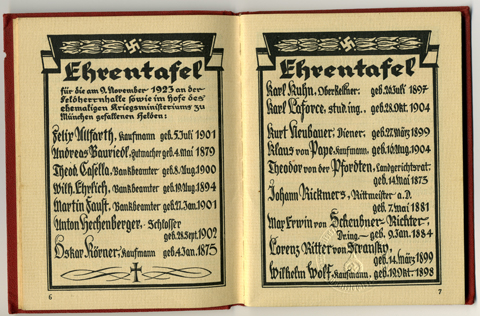
Liste d'honneur d'une publication du parti nazi de 1935 pour les membres tués lors du putsch de la brasserie en 1923.

Blutzeuge est un terme utilisé dans l'Allemagne nazie pour les membres du Parti national-socialiste des travailleurs allemands (NSDAP) et des organisations associées considérées comme des martyrs. Blutzeuge est utilisé dans la propagande nazie dans les années 1930 et 1940 représentant un culte de héros nazis « déchus » assassinés par des opposants dans la violence politique en Allemagne pendant la République de Weimar. Après la prise de contrôle en janvier 1933. Un des premiers usages nazis du terme est la dédicace d'Adolf Hitler au début du livre : Mein Kampf, qu'il dédie aux seize membres du NSDAP tués lors du putsch de la brasserie de 1923.